# Prorella discoidalis
Prorella discoidalis là một loài bướm đêm trong họ Geometridae.